# Bécon-les-Granits
Bécon-les-Granits is een gemeente in het Franse departement Maine-et-Loire (regio Pays de la Loire). De plaats maakt deel uit van het arrondissement Angers. Bécon-les-Granits telde op 1 januari 2022 2.781 inwoners.

## Geografie
De oppervlakte van Bécon-les-Granits bedroeg op 1 januari 2022 46,17 vierkante kilometer; de bevolkingsdichtheid was toen 60,2 inwoners per km².

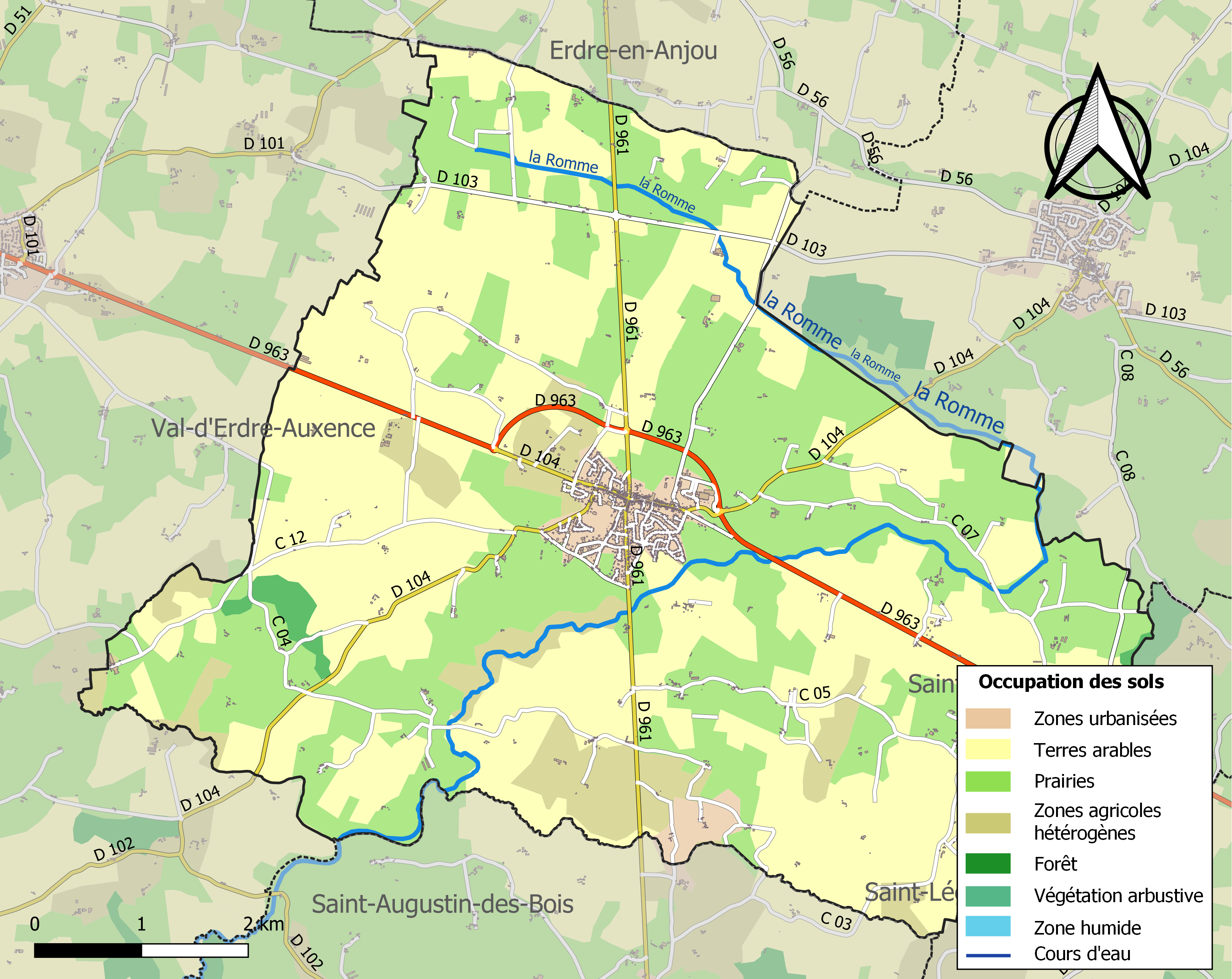
Kaart van de gemeente met de belangrijkste infrastructuur, bodemgebruik en omliggende gemeenten

## Demografie
Onderstaande figuur toont het verloop van het inwonertal (bron: INSEE-tellingen).